# Oritoniscus trajani
Oritoniscus trajani is een pissebed uit de familie Trichoniscidae. De wetenschappelijke naam van de soort is voor het eerst geldig gepubliceerd in 1933 door Albert Vandel.